# Никобарски кобац
Никобарски кобац (лат. Accipiter butleri) је врста птице грабљивице из породице јастребова. Ендемит је индијског Никобарског Острвља. Постоје две подврсте, номинална подврста , која насељава острво Кар Никобар на северу острвља и подврста , која насељава острва Качал и Каморта у средишту острвља.
Његово природно станиште су суптропске и тропске влажне низијске шуме, а највећа претња опстанку врсте је губитак станишта. За музејски примерак (са острва Велики Никобар), који је првобитно приписан овој врсти, накнадно је утврђено да је индијски кобац (Accipiter virgatus).